# Эдвардс, Дороти (валлийская писательница)
Дороти Эдвардс (англ. Dorothy Edwards; 18 августа 1902, Ogmore Vale, Бридженд — 6 января 1934, Caerphilly railway station, Кайрфилли) — валлийская писательница, писавшая на английском языке. Была связана с Дэвидом Гарнеттом и другими членами Группы Блумсбери.

## Биография
Эдвардс родилась в Огмор Вейл, Гламорган, в семье Эдварда Эдвардса и его жены Виды. Её отец был директором школы Tynewydd School, Огмор Вейл, где её мать также работала до замужества, и была активным деятелем в Независимой лейбористской партии и Британском кооперативном движении. Через него Дороти познакомилась с известными социалистами, в том числе с Кейром Харди и Джорджем Лэнсбери. В девять лет, одетая в красное, она приветствовала Харди на сцене в Тонипанди во время национальной угольной забастовки 1912 года. Дороти учили верить, что революция близка и классовые и гендерные различия скоро рухнут, но, как отмечает Клэр Флэй, безопасная и относительно хорошо оплачиваемая работа отца выделяла её из остального общества. В детстве её не учили валлийскому языку, хотя её родители, вероятно, немного говорили на нём.
Дороти получила стипендию в школе для девочек Хауэлла в Лландаффе, где она была пансионеркой. Затем она изучала греческий язык и философию в Университетском колледже Южного Уэльса и Монмутшира, предшественнике Кардиффского университета. Флей относит ее к кругу амбициозных, неординарных женщин. К этому времени её отец умер, и она жила с матерью в Ривбине. Короткая помолвка с преподавателем философии, Джоном Маккейгом Торберном, закончилась тяжело.
После окончания университета Эдвардс отказалась от желания стать оперной певицей, хотя Флей описывает её как обладательницу превосходного голоса. Она также не захотела стать преподавателем, как её родители. Она устроилась на временную работу на неполный рабочий день, чтобы пополнить пенсию своей матери, и продолжала работать над короткими рассказами, часть из которых были опубликованы в литературных журналах. Рассказы «Загородный дом», «Летнее время» и «Завоёванный» появились в «The Calendar of Modern Letters». Рапсодия" (1927), а также семь других рассказов были написаны или переработаны ею во время девятимесячного визита в Вену вместе с матерью. В 1928 году вышел небольшой роман «Зимняя соната», который Флей описывает как сдержанный, многогранный и структурно инновационный, деконструирующий социальные и гендерные иерархии, изображающий английскую деревню зимой. И «Рапсодия», и «Зимняя соната» описывают маргинализацию британских женщин в межвоенный период.
В конце 1920-х годов Эдвардс близко подружилась с писателем из Группы Блумсбери Дэвидом Гарнеттом, который назвал её своей «валлийской Золушкой» и познакомил с другими членами Группы Блумсбери, включая художницу Дору Каррингтон. В начале 1930-х годов она согласилась жить с Гарнеттом, его женой Рэй и их семьей. В обмен на уход за детьми она получала питание, жильё и место для написания статей. Издатель Э. Э. Уишарт предложил ей аванс на новый том рассказов, в который вошли «Проблема жизни», «Мятеж» и «Миттер». Однако между Гарнетт и Эдвардсом возникла напряженность. Лондонские друзья устали от её откровенности и валлийского провинциализма, который они в ней видели. Эдвардс осознавала своё социально низкое положение, но всё ещё трепетно относилась к учению своего отца и всё больше тяготела к валлийскому националистическому движению. Флэй описывает её как мучимую чувством вины за то, что она оставила мать с наемным компаньоном, разочарованную своей зависимостью от Гарнетов и переживающую после любовной связи с Рональдом Хардингом, женатым валлийским виолончелистом.
5 января 1934 года, проведя утро за сжиганием газет, она бросилась под поезд возле железнодорожной станции Caerphilly. Она оставила предсмертную записку: «Я убиваю себя, потому что за всю свою жизнь я не полюбила искренне ни одного человека. Я принимала доброту, дружбу и даже любовь без благодарности и ничего не давала взамен». 9 января тело было кремировано в Глинтаффе, Понтипридд. Её мать умерла в том же году.
«Мятеж» и «Проблема жизни» были опубликованы в журнале Life and Letters To-day в 1934 году, но произведения Эдвардс были в значительной степени забыты, пока в 1986 году издательство Virago Press не переиздало «Рапсодию» и «Зимнюю сонату». Кристофер Мередит написал статью о «Рапсодии» в журнале Planet №. 107 в 1994 году, а также написал введение для издания Библиотеки Уэльса в 2007 году, благодаря которому книга вновь появилась в печати. В это издание также вошли два посмертно опубликованных рассказа, а также ранее не публиковавшийся рассказ «La Penseuse». Зимняя соната" вновь появилась в издании Honno Welsh Women’s Classics в 2011 году, с предисловием Клэр Флэй. С тех пор интерес к её жизни и творчеству возрос. Рассказ Эдвардс «Покорённая», был включён в антологию A View Across The Valley, посвящённую женщинам-писателям, описывающим природу Уэльса.